# Shorter (Alabama)
 Shorter, Alabama és una població dels Estats Units a l'estat d'Alabama. Segons el cens del 2000 tenia 355 habitants.

## Demografia
Segons el cens del 2000, Shorter tenia 355 habitants, 121 habitatges, i 93 famílies La densitat de població era de 79,7 habitants/km².
Dels 121 habitatges en un 36,4% hi vivien nens de menys de 18 anys, en un 42,1% hi vivien parelles casades, en un 29,8% dones solteres, i en un 23,1% no eren unitats familiars. En el 20,7% dels habitatges hi vivien persones soles el 7,4% de les quals corresponia a persones de 65 anys o més que vivien soles. El nombre mitjà de persones vivint en cada habitatge era de 2,93 i el nombre mitjà de persones que vivien en cada família era de 3,45.
Per edats la població es repartia de la següent manera: un 33% tenia menys de 18 anys, un 8,2% entre 18 i 24, un 31% entre 25 i 44, un 19,7% de 45 a 60 i un 8,2% 65 anys o més.
L'edat mediana era de 33 anys. Per cada 100 dones hi havia 81,1 homes. Per cada 100 dones de 18 o més anys hi havia 80,3 homes.
La renda mediana per habitatge era de 18.929 $ i la renda mediana per família de 37.188 $. Els homes tenien una renda mediana de 26.667 $ mentre que les dones 17.000 $. La renda per capita de la població era de 10.630 $. Aproximadament el 28% de les famílies i el 30,7% de la població estaven per davall del llindar de pobresa.

## Poblacions properes
El següent diagrama mostra les poblacions més properes.